# Eurovision Song Contest 2002
Der 47. Eurovision Song Contest fand am 25. Mai 2002 in der estnischen Hauptstadt Tallinn statt. Der Abend in der Saku Suurhall wurde von der Opernsängerin Annely Peebo und dem Schauspieler Marko Matvere moderiert.
Erstmals in der Geschichte des Wettbewerbes stand der Abend unter einem Motto: A Modern Fairytale / Fairytale of Music.

## Besonderheiten

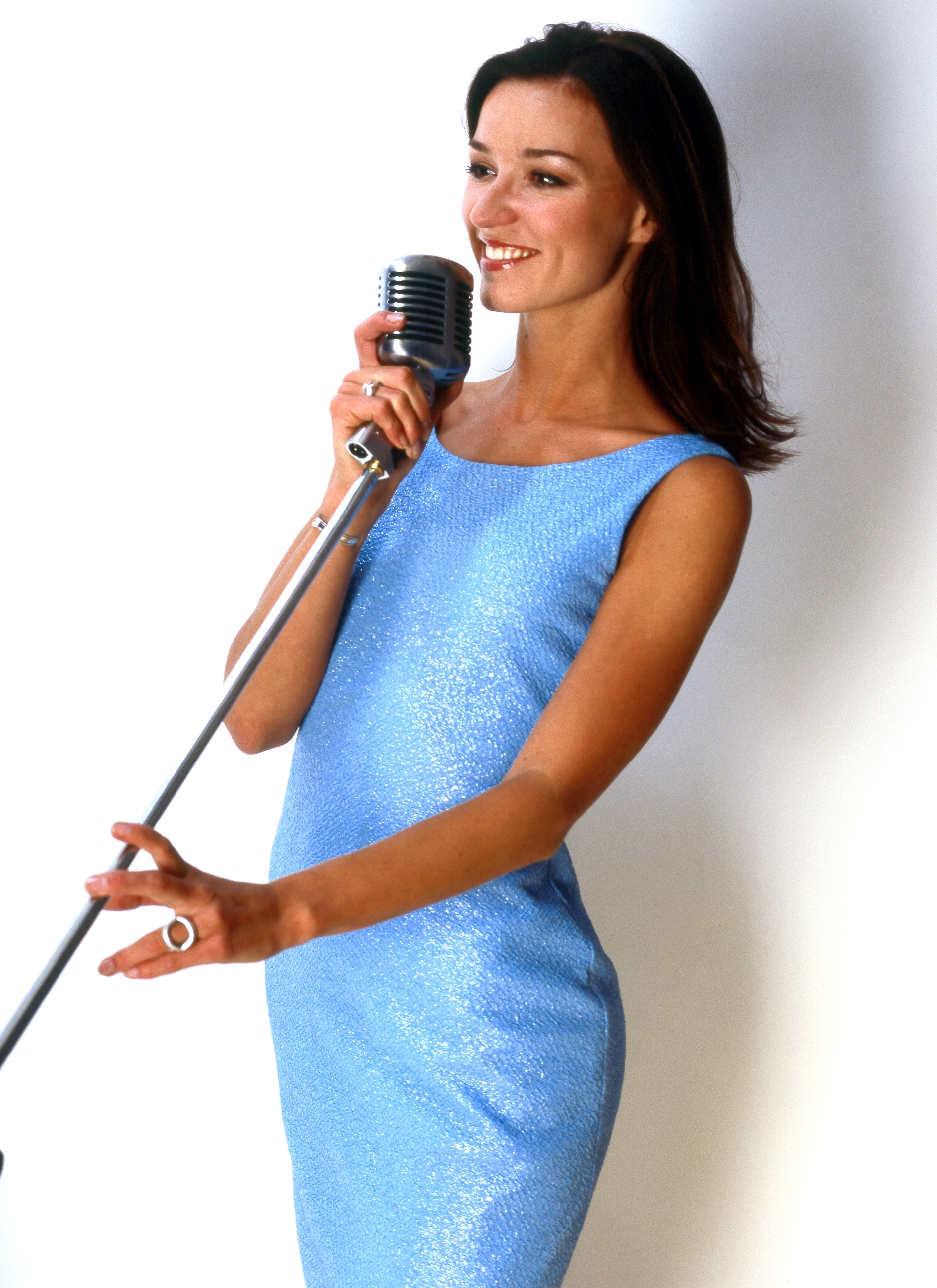
Interpretin des Siegertitels, Marie N, im Jahre 2004

Als Favoriten wurden vor dem Contest die Beiträge aus Deutschland, Schweden, Frankreich, dem Vereinigten Königreich und Spanien gehandelt. Am Ende der Show hielt jedoch eine Sängerin aus einem anderen Land überraschenderweise die Trophäe in der Hand: Die lettische Sängerin Marie N gewann den 47. Eurovision Song Contest mit ihrem Disco-Lied I Wanna und ihrer aufwändigen Bühnenshow, dicht gefolgt von der maltesischen Sängerin Ira Losco und 7th Wonder.
Die deutsche Sängerin Corinna May trat mit dem von Ralph Siegel und Bernd Meinunger geschriebenen Lied „I Can’t Live Without Music“ an, landete jedoch abgeschlagen auf dem 21. Platz. Österreichs Manuel Ortega und sein Lied Say a Word entgingen dank 12 Punkten aus der Türkei mit dem 18. Platz der nächstjährigen Zwangspause nur knapp. Diese musste die Schweiz jedoch antreten, nachdem das Lied Dans le jardin de mon âme von Francine Jordi nur Drittletzter wurde. Dieser Song Contest war übrigens der bis dahin einzige ohne deutschsprachigen Beitrag, da Deutschland, Österreich und Belgien mit englischen Titeln teilnahmen und die Schweiz einen Beitrag auf Französisch ins Rennen schickte.
Erwähnenswert ist der Beitrag, den Slowenien ins Rennen schickte: Nachdem die Gruppe Sestre, drei Drag Queens mit einer speziell ausgearbeiteten Stewardessen-Choreographie, den nationalen Vorentscheid gewonnen hatte, wurde im ganzen Land, selbst im Parlament, diskutiert, ob eine solche Gruppe als Repräsentant des Landes geeignet sei. Letztendlich landete Slowenien auf einem 13. Platz.
In diesem Jahr wurde der von einer Fanseite initiierte Barbara Dex Award zum sechsten Mal vergeben. Mit diesen nicht ganz ernst zu nehmenden Preis soll das „schlechteste“ Outfit des Wettbewerbes ausgezeichnet werden. Der diesjährige Gewinner war Michalis Rakintzis aus Griechenland.

## Teilnehmer

Länder, die im Jahr 2002
nicht teilnahmen, aber mal teilgenommen hatten
teilnahmen

Es nahmen insgesamt 24 Länder teil. Die Niederlande, Polen, Norwegen, Island und Irland mussten wegen ihres schlechten Abschneidens im Vorjahr aussetzen. Portugal zog die Teilnahme freiwillig zurück, wodurch die Teilnahme des im Vorjahr schlechter platzierten Lettland möglich wurde. Belgien, die Schweiz, Finnland, Mazedonien, Österreich, Rumänien und Zypern kehrten nach jeweils einjähriger Pause zurück.

### Wiederkehrende Interpreten
| Land     | Interpret                                                       | Vorherige(s) Teilnahmejahr(e)                             |
| -------- | --------------------------------------------------------------- | --------------------------------------------------------- |
| Belgien  | Jody Pijper (zusammen mit Sergio als Mitglied von The Ladies)   | Begleitung: 1982, 1990, 1994 und 1996 für die Niederlande |
| Belgien  | Ingrid Simons (zusammen mit Sergio als Mitglied von The Ladies) | Begleitung: 1996 für die Niederlande                      |
| Dänemark | Kenny Lübcke (Begleitung)                                       | 1992                                                      |
| Dänemark | Kenny Lübcke (Begleitung)                                       | Begleitung: 1999                                          |
| Estland  | Anna Sahlene (als Sahlene)                                      | Begleitung: 1999 für Schweden • 2000 für Malta            |
| Rumänien | Monica Anghel                                                   | Qualifikationsrunde für 1996                              |
| Zypern   | Constantinos Christoforou (Mitglied von One)                    | 1996                                                      |
| Zypern   | Philippos Constantinos (Mitglied von One)                       | Begleitung: 1995                                          |
| Zypern   | Christina Argyri (Begleitung)                                   | 2000 (als Mitglied von Voice)                             |
| Zypern   | Christina Argyri (Begleitung)                                   | Begleitung: 1995                                          |

## Abstimmungsverfahren
Die Hälfte der Teilnehmerländer führte ein Televoting für die Punktevergabe durch. Bosnien und Herzegowina, Mazedonien, Rumänien, Russland und die Türkei entschieden sich für ein Juryvoting, während sich Zypern, Griechenland, Spanien, Kroatien, Malta, Slowenien und Litauen für das gemischte Abstimmungsverfahren (50 % Televoting und 50 % Jury) entschieden. Die zehn besten Lieder erhielten 12, 10, 8, 7, 6, 5, 4, 3, 2 und einen Punkt.

## Platzierungen
| Platz | Startnr. | Land                    | Interpret                            | Lied Musik (M) und Text (T)                                                                                    | Sprache             | Übersetzung (inoffiziell)                                | Punkte |
| ----- | -------- | ----------------------- | ------------------------------------ | --- | ------------------- | -------------------------------------------------------- | ------ |
| 01.   | 23       | Lettland                | Marie N                              | I Wanna M: Marija Naumova; T: Marija Naumova, Marats Samauskis                                                 | Englisch            | Ich will                                                 | 176    |
| 02.   | 20       | Malta                   | Ira Losco                            | 7th Wonder M: Philip Vella; T: Gerard James Borg                                                               | Englisch            | Das siebte Wunder                                        | 164    |
| 03.   | 02       | Vereinigtes Königreich  | Jessica Garlick                      | Come Back M/T: Martyn Baylay                                                                                   | Englisch            | Komm wieder                                              | 111    |
| 03.   | 08       | Estland                 | Sahlene                              | Runaway M: Alar Kotkas, Ilmar Laisaar, Pearu Paulus; T: Jana Hallas                                            | Englisch            | Davonlaufen                                              | 111    |
| 05.   | 17       | Frankreich              | Sandrine François                    | Il faut du temps (Je me battrai pour ça) M: Patrick Bruel, Marie-Florence Gros; T: Rick Allison, Patrick Bruel | Französisch         | Es braucht Zeit (Ich werde dafür kämpfen)                | 104    |
| 06.   | 01       | Zypern                  | One                                  | Gimme M/T: Giorgos Theofanous                                                                                  | Englisch            | Gib mir                                                  | 085    |
| 07.   | 05       | Spanien                 | Rosa                                 | Europe’s Living a Celebration M: Toni Ten; T: Xasqui Ten                                                       | Spanisch a          | Europa erlebt eine Feier                                 | 081    |
| 08.   | 12       | Schweden                | Afro-dite                            | Never Let It Go M/T: Marcos Ubeda                                                                              | Englisch            | Lass es niemals gehen                                    | 072    |
| 09.   | 21       | Rumänien                | Monica Anghel & Marcel Pavel         | Tell Me Why M: Ionel Tudor; T: Mirela Voiculescu Fugaru                                                        | Englisch            | Sag mir warum                                            | 071    |
| 10.   | 07       | Russland                | Prime Minister Премьер-Министр       | Northern Girl M: Kim Breitburg; T: Karen Kavaleryan, Evgene Fridlyand, Irina Antonyan                          | Englisch            | Nordisches Mädchen                                       | 055    |
| 11.   | 06       | Kroatien                | Vesna Pisarović                      | Everything I Want M/T: Milana Vlaović                                                                          | Englisch            | Alles, was ich will                                      | 044    |
| 12.   | 10       | Israel                  | Sarit Hadad שרית חדד                 | Nadlik beyachad ner (Light a Candle) (נדליק ביחד נר (Light a Candle)) M: Tzvika Pik; T: Yoav Ginai             | Hebräisch, Englisch | Eine Kerze anzünden (Gemeinsam zünden wir eine Kerze an) | 037    |
| 13.   | 15       | Bosnien und Herzegowina | Maja                                 | Na jastuku za dvoje (На јастуку за двоје) M: Dragan Mijatović; T: Ružica Čavić                                 | Serbisch, Englisch  | Ein Kissen für zwei                                      | 033    |
| 13.   | 16       | Belgien                 | Sergio & the Ladies                  | Sister M: Marc Paelinck; T: Dirk Paelinck                                                                      | Englisch            | Schwester                                                | 033    |
| 13.   | 22       | Slowenien               | Sestre                               | Samo ljubezen M: Robert Pešut; T: Barbara Pešut                                                                | Slowenisch          | Nur Liebe                                                | 033    |
| 16.   | 19       | Türkei                  | Buket Bengisu & Grup Safir           | Leylaklar soldu kalbinde M: Fani Hodara; T: Sami Hodara, Figen Çakmak                                          | Türkisch, Englisch  | Der Flieder verwelkt in deinem Herzen                    | 029    |
| 17.   | 04       | Griechenland            | Michalis Rakintzis Μιχάλης Ρακιντζής | S.A.G.A.P.O. M/T: Michalis Rakintzis                                                                           | Englisch b          | I.C.H. L.I.E.B.E. D.I.C.H.                               | 027    |
| 18.   | 03       | Österreich              | Manuel Ortega                        | Say a Word M: Alexander Kahr; T: Robert Pfluger                                                                | Englisch            | Sag ein Wort                                             | 026    |
| 19.   | 09       | Mazedonien              | Karolina Каролина                    | Od nas zavisi (Од нас зависи) M: Nikola Perevski; T: Vladimir Krstevski                                        | Mazedonisch         | Es liegt an uns                                          | 025    |
| 20.   | 13       | Finnland                | Laura                                | Addicted to You M: Maki Kolehmainen; T: Janina Frostell, Tracy Lipp                                            | Englisch            | Süchtig nach dir                                         | 024    |
| 21.   | 18       | Deutschland             | Corinna May                          | I Can’t Live Without Music M: Ralph Siegel; T: Bernd Meinunger                                                 | Englisch            | Ohne Musik kann ich nicht leben                          | 017    |
| 22.   | 11       | Schweiz                 | Francine Jordi                       | Dans le jardin de mon âme M/T: Francine Jordi                                                                  | Französisch         | Im Garten meiner Seele                                   | 015    |
| 23.   | 24       | Litauen                 | Aivaras                              | Happy You M/T: Aivaras Stepukonis                                                                              | Englisch            | Du bist glücklich                                        | 012    |
| 24.   | 14       | Dänemark                | Malene                               | Tell Me Who You Are M/T: Michael Ronson                                                                        | Englisch            | Sag mir, wer du bist                                     | 007    |

Die rot markierten Länder mussten im nächsten Jahr pausieren.

### Punktevergabe

Karte der Punktevergabe für den Siegertitel aus Lettland nach Ländern

| Land | Abstimmungsergebnisse | Abstimmungsergebnisse | Abstimmungsergebnisse | Abstimmungsergebnisse | Abstimmungsergebnisse | Abstimmungsergebnisse | Abstimmungsergebnisse | Abstimmungsergebnisse | Abstimmungsergebnisse | Abstimmungsergebnisse | Abstimmungsergebnisse | Abstimmungsergebnisse | Abstimmungsergebnisse | Abstimmungsergebnisse | Abstimmungsergebnisse | Abstimmungsergebnisse | Abstimmungsergebnisse | Abstimmungsergebnisse | Abstimmungsergebnisse | Abstimmungsergebnisse | Abstimmungsergebnisse | Abstimmungsergebnisse | Abstimmungsergebnisse | Abstimmungsergebnisse | Abstimmungsergebnisse | Abstimmungsergebnisse |
| Land | Punkte                | CY                    | UK                    | AT                    | GR                    | ES                    | HR                    | RU                    | EE                    | MK                    | IL                    | CH                    | SE                    | FI                    | DK                    | BA                    | BE                    | FR                    | DE                    | TR                    | MT                    | RO                    | SI                    | LV                    | LT                    | Votings               |
| --- | --------------------- | --------------------- | --------------------- | --------------------- | --------------------- | --------------------- | --------------------- | --------------------- | --------------------- | --------------------- | --------------------- | --------------------- | --------------------- | --------------------- | --------------------- | --------------------- | --------------------- | --------------------- | --------------------- | --------------------- | --------------------- | --------------------- | --------------------- | --------------------- | --------------------- | --------------------- |
| Zypern | 085                   |                       | 3                     | –                     | 12                    | 6                     | 10                    | 6                     | 4                     | –                     | –                     | –                     | 1                     | 4                     | –                     | –                     | 3                     | –                     | –                     | –                     | 12                    | 8                     | 4                     | 8                     | 4                     | 14                    |
| Vereinigtes Königreich                                                                                                 | 111                   | –                     |                       | 12                    | 7                     | –                     | –                     | –                     | 6                     | 4                     | 5                     | 6                     | 2                     | 8                     | 6                     | 7                     | 6                     | 1                     | 8                     | 2                     | 10                    | –                     | 8                     | 5                     | 8                     | 18                    |
| Österreich | 026                   | 1                     | –                     |                       | –                     | –                     | –                     | 1                     | –                     | –                     | –                     | 7                     | –                     | –                     | –                     | –                     | 5                     | –                     | –                     | 12                    | –                     | –                     | –                     | –                     | –                     | 05                    |
| Griechenland | 027                   | 12                    | –                     | –                     |                       | –                     | 1                     | 8                     | –                     | –                     | –                     | –                     | –                     | –                     | –                     | –                     | –                     | –                     | –                     | –                     | –                     | 6                     | –                     | –                     | –                     | 04                    |
| Spanien | 081                   | 7                     | 2                     | –                     | 4                     |                       | 6                     | –                     | –                     | –                     | 6                     | 12                    | 7                     | –                     | –                     | 6                     | 12                    | 12                    | 7                     | –                     | –                     | –                     | –                     | –                     | –                     | 11                    |
| Kroatien | 044                   | 6                     | –                     | 6                     | 5                     | –                     |                       | –                     | –                     | 5                     | –                     | 5                     | –                     | –                     | –                     | 2                     | –                     | –                     | 3                     | –                     | –                     | –                     | 12                    | –                     | –                     | 08                    |
| Russland | 055                   | 5                     | –                     | –                     | 2                     | –                     | –                     |                       | 10                    | –                     | 1                     | –                     | –                     | 3                     | –                     | –                     | –                     | –                     | –                     | –                     | 8                     | 10                    | –                     | 10                    | 6                     | 09                    |
| Estland | 111                   | –                     | 7                     | 3                     | –                     | –                     | 5                     | 3                     |                       | 6                     | 2                     | –                     | 12                    | 10                    | 8                     | 10                    | 4                     | –                     | 4                     | 8                     | 2                     | 2                     | 6                     | 12                    | 7                     | 18                    |
| Nordmazedonien | 025                   | 3                     | –                     | –                     | –                     | –                     | 4                     | –                     | –                     |                       | –                     | –                     | –                     | 1                     | –                     | –                     | –                     | –                     | –                     | –                     | 5                     | 12                    | –                     | –                     | –                     | 05                    |
| Israel | 037                   | –                     | 5                     | –                     | –                     | –                     | –                     | –                     | –                     | –                     |                       | 1                     | –                     | 5                     | 1                     | –                     | 2                     | 10                    | 5                     | –                     | –                     | 5                     | –                     | 3                     | –                     | 09                    |
| Schweiz | 015                   | –                     | –                     | 5                     | –                     | –                     | –                     | –                     | –                     | –                     | –                     |                       | –                     | –                     | –                     | –                     | –                     | 3                     | 2                     | –                     | –                     | 3                     | 1                     | 1                     | –                     | 06                    |
| Schweden | 072                   | –                     | 1                     | 4                     | 1                     | –                     | –                     | –                     | 8                     | –                     | 3                     | –                     |                       | 7                     | 10                    | 12                    | 1                     | –                     | –                     | 4                     | –                     | –                     | 7                     | 4                     | 10                    | 13                    |
| Finnland | 024                   | 2                     |                       | –                     | –                     | –                     | –                     | –                     | 5                     | 1                     | –                     | –                     | 10                    |                       | 3                     | 3                     | –                     | –                     | –                     | –                     | –                     | –                     | –                     | –                     | –                     | 06                    |
| Dänemark | 007                   | –                     | –                     | –                     | –                     | –                     | –                     | –                     | –                     | –                     | 4                     | –                     | –                     | –                     |                       | –                     | –                     | –                     | –                     | 1                     | 1                     | –                     | –                     | –                     | 1                     | 04                    |
| Bosnien und Herzegowina                                                                                                | 033                   | –                     | –                     | 7                     | –                     | 3                     | 7                     | –                     | –                     | 3                     | –                     | –                     | 6                     | –                     | 2                     |                       | –                     | –                     | –                     | –                     | 3                     | –                     | 2                     | –                     | –                     | 08                    |
| Belgien | 033                   | –                     | 4                     | –                     | –                     | 1                     | –                     | 7                     | –                     | –                     | –                     | –                     | 3                     | –                     | 4                     | –                     |                       | 2                     | –                     | 10                    | –                     | –                     | –                     | –                     | 2                     | 08                    |
| Frankreich | 104                   | –                     | 10                    | –                     | 3                     | 8                     | –                     | –                     | 3                     | –                     | 7                     | 10                    | 8                     | 12                    | 5                     | 8                     | 10                    |                       | 6                     | –                     | –                     | 4                     | 3                     | 2                     | 5                     | 16                    |
| Deutschland | 017                   | –                     | –                     | 1                     | –                     | 2                     | –                     | 2                     | 1                     | –                     | –                     | 3                     | –                     | –                     | –                     | –                     | –                     | –                     |                       | 3                     | 4                     | 1                     | –                     | –                     | –                     | 08                    |
| Türkei | 029                   | –                     | –                     | –                     | –                     | 4                     | 3                     | –                     | –                     | 8                     | –                     | –                     | –                     | –                     | –                     | –                     | –                     | 7                     | –                     |                       | –                     | 7                     | –                     | –                     | –                     | 05                    |
| Malta | 164                   | 10                    | 12                    | 8                     | 6                     | 10                    | 12                    | 5                     | 7                     | 10                    | 10                    | 4                     | 4                     | 2                     | 12                    | 4                     | 7                     | 6                     | 10                    | 5                     |                       | –                     | 10                    | 7                     | 3                     | 22                    |
| Rumänien | 071                   | 8                     | –                     | –                     | 8                     | 5                     | –                     | 12                    | –                     | 12                    | 8                     | –                     | –                     | –                     | –                     | –                     | –                     | 4                     | 1                     | 7                     | 6                     |                       | –                     | –                     | –                     | 10                    |
| Slowenien | 033                   | –                     | 6                     | 2                     | –                     | 7                     | 8                     | –                     | –                     | 2                     | –                     | 2                     | –                     | –                     | –                     | 1                     | –                     | 5                     | –                     | –                     | –                     | –                     |                       | –                     | –                     | 08                    |
| Lettland | 176                   | 4                     | 8                     | 10                    | 10                    | 12                    | 2                     | 10                    | 12                    | 7                     | 12                    | 8                     | 5                     | 6                     | 7                     | 5                     | 8                     | 8                     | 12                    | 6                     | 7                     | –                     | 5                     |                       | 12                    | 22                    |
| Litauen | 012                   | –                     | –                     | –                     | –                     | –                     | –                     | 4                     | 2                     | –                     | –                     | –                     | –                     | –                     | –                     | –                     | –                     | –                     | –                     | –                     | –                     | –                     | –                     | 6                     |                       | 03                    |
| Die Tabelle ist senkrecht nach der Auftrittsreihenfolge geordnet, waagerecht nach der chronologischen Punkteverlesung. |                       |                       |                       |                       |                       |                       |                       |                       |                       |                       |                       |                       |                       |                       |                       |                       |                       |                       |                       |                       |                       |                       |                       |                       |                       |                       |

### Statistik der Zwölf-Punkte-Vergabe
| Anzahl | Land                   | erhalten von                                   |
| ------ | ---------------------- | ---------------------------------------------- |
| 5      | Lettland               | Deutschland, Estland, Israel, Litauen, Spanien |
| 3      | Malta                  | Dänemark, Kroatien, Vereinigtes Königreich     |
| 3      | Spanien                | Belgien, Frankreich, Schweiz                   |
| 2      | Estland                | Lettland, Schweden                             |
| 2      | Rumänien               | Mazedonien, Russland                           |
| 2      | Zypern                 | Griechenland, Malta                            |
| 1      | Frankreich             | Finnland                                       |
| 1      | Griechenland           | Zypern                                         |
| 1      | Kroatien               | Slowenien                                      |
| 1      | Mazedonien             | Rumänien                                       |
| 1      | Österreich             | Türkei                                         |
| 1      | Schweden               | Bosnien und Herzegowina                        |
| 1      | Vereinigtes Königreich | Österreich                                     |

### Punktesprecher
| Nr. | Land                    | Punktesprecher          | Anmerkungen                                                       |
| --- | ----------------------- | ----------------------- | ----------------------------------------------------------------- |
| 01  | Zypern                  | Melani Steliou          | –                                                                 |
| 02  | Vereinigtes Königreich  | Colin Berry             | Punktesprecher 1977 bis 1979, 1981 bis 1997 und 1999 bis 2001     |
| 03  | Österreich              | Dodo Roščić             | Punktesprecherin 1999 und 2000                                    |
| 04  | Griechenland            | Alexis Kostalas         | Punktesprecher 1998 und 2001                                      |
| 05  | Spanien                 | Anne Igartiburu         | –                                                                 |
| 06  | Kroatien                | Duško Čurlić            | Kroatischer Kommentator ab 2005 bis 2013 und seit 2016            |
| 07  | Russland                | Arina Sharapova         | Punktesprecherin 1997                                             |
| 08  | Estland                 | Ilomai Küttim „Elektra“ | Punktesprecherin 2001                                             |
| 09  | Mazedonien              | Biljana Debarlieva      | –                                                                 |
| 10  | Israel                  | Michal Zo'aretz         | –                                                                 |
| 11  | Schweiz                 | Diana Jörg              | –                                                                 |
| 12  | Schweden                | Kristin Kaspersen       | –                                                                 |
| 13  | Finnland                | Marion Rung             | Teilnehmerin 1962 und 1973                                        |
| 14  | Dänemark                | Signe Svendsen          | –                                                                 |
| 15  | Bosnien und Herzegowina | Segmedina Srna          | Punktesprecherin 1996, 1997, 1999 und 2001                        |
| 16  | Belgien                 | Geena Lisa Peeters      | –                                                                 |
| 17  | Frankreich              | Marie Myriam            | Siegerin 1977, Punktesprecherin 1997 bis 2000                     |
| 18  | Deutschland             | Axel Bulthaupt          | Punktesprecher 2000 und 2001, Moderator Countdown Grand Prix 2002 |
| 19  | Türkei                  | Meltem Ersan Yazgan     | Punktesprecherin 2001                                             |
| 20  | Malta                   | Yvette Portelli         | –                                                                 |
| 21  | Rumänien                | Leonard Miron           | –                                                                 |
| 22  | Slowenien               | Nuša Derenda            | Teilnehmerin 2001                                                 |
| 23  | Lettland                | Ēriks Niedra            | –                                                                 |
| 24  | Litauen                 | Loreta Tarozaitė        | Punktesprecherin 2001                                             |

## Marcel-Bezençon-Preis
In diesem Jahr wurde beim Eurovision Song Contest der Marcel-Bezençon-Preis eingeführt. Der Fan-Preis wurde von den Mitgliedern des internationalen Eurovision Fanclub OGAE gewählt. Der Presse-Preis wird von den akkreditierten Journalisten ermittelt. Der Künstler-Preis wurde von ehemaligen Eurovision Song Contest Siegern gewählt. Die Preisträger waren:
- Presse-Preis für den besten Song –  Frankreich – Il faut du temps (Je me battrai pour ça) – Sandrine François
- Künstler-Preis für den besten Interpreten –  Schweden – Afro-dite – Never Let It Go
- Fan-Preis:  Finnland – Addicted to You – Laura

## Übertragung

### Fernsehübertragung
| Land                     | Sender      | Kommentar                        |
| ------------------------ | ----------- | -------------------------------- |
| Teilnehmerländer         |             |                                  |
| Belgien                  | La Une      | Jean-Pierre Hautier              |
| Belgien                  | VRT 1       | André Vermeulen & Bart Peeters   |
| Bosnien und Herzegowina  | FTV1        | Dejan Kukrić                     |
| Dänemark                 | DR1         | Keld Heick                       |
| Deutschland              | Das Erste   | Peter Urban                      |
| Estland                  | ETV         | Marko Reikop                     |
| Finnland                 | Yle TV1     | Maria Guzenina & Asko Murtomäki  |
| Finnland                 | Yle Fem     | Thomas Lundin                    |
| Frankreich               | France 3    | Marc-Olivier Fogiel & Dave       |
| Griechenland             | ERT         |                                  |
| Israel                   | Channel 1   |                                  |
| Kroatien                 | HRT1        | Ante Batinović                   |
| Lettland                 | LTV         | Kārlis Streips                   |
| Litauen                  | LRT         | Darius Užkuraitis                |
| Malta                    | TVM         | John Bundy                       |
| Mazedonien               | MRT         |                                  |
| Österreich               | ORF 1       | Andi Knoll                       |
| Rumänien                 | TVR 1       |                                  |
| Russland                 | ORT         | Yuriy Aksyuta                    |
| Schweden                 | SVT 1       | Claes Åkeson & Christer Björkman |
| Schweiz                  | SRF zwei    | Sandra Studer                    |
| Schweiz                  | TSR 1       | Phil Mundwiller                  |
| Schweiz                  | TSI 1       | Jonathan Tedesco                 |
| Slowenien                | SLO 1       |                                  |
| Spanien                  | La 1        | José Luis Uribarri               |
| Türkei                   | TRT 1       | Ömer Önder                       |
| Vereinigtes Königreich   | BBC One     | Terry Wogan                      |
| Zypern                   | RIK 2       | Evi Papamichael                  |
| Nichtteilnehmende Länder |             |                                  |
| Australien               | SBS         | Terry Wogan                      |
| Belarus                  | BTRC        |                                  |
| Irland                   | RTÉ One     | Marty Whelan                     |
| Island                   | Rás 2       | Logi Bergmann Eiðsson            |
| Niederlande              | NPO 2       | Willem van Beusekom              |
| Norwegen                 | NRK1        | Jostein Pedersen                 |
| Polen                    | TVP1        | Artur Orzech                     |
| Portugal                 | RTP1        | Eláido Clímaco                   |
| Ukraine                  | UA:Perschyj | Pavlo Shylko & Mariya Orlova     |